# Arroyo de Castelo
El arroyo de Castelo es un río muy corto del norte de España que discurre por el occidente del Principado de Asturias. Es afluente por el margen derecho del río Meiro
Tiene su nacimiento en la ladera norte del alto de Xugos en las proximidades de la sierra de Penouta, cerca de la localidad de Cabanas Trabazas. Hace de frontera natural entre el concejo de Coaña y el de Boal durante todo su corto recorrido hasta unirse al río Meiro.